# Whitney Pavlik
Whitney Pavlik (ur. 3 listopada 1983 w Laguna Beach) – amerykańska siatkarka plażowa.  
Wraz z April Ross zajęła czwarte miejsce na Mistrzostwach Świata w Starych Jabłonkach. 
Ma starszą siostrę Lindsay, która grała w siatkówkę w Northwestern. Obie siostry rywalizowały ze sobą w 2002 roku.